# Pavel Vlagyimirovics Argejev
Pavel Vlagyimirovics Argejev (orosz betűkkel: Павел Владимирович Аргеев; Jalta, 1887. március 1. – Trutnov közelében, 1922. október 30.) százados, orosz katona, az első világháború harmadik legeredményesebb orosz vadászpilótája volt. Az első világháború alatt 15 igazolt légi győzelmet ért el.

## Élete
1887 márciusában született Jaltában, a Fekete-tenger partvidékén.
1914 augusztusában Argejev elhagyta az orosz hadsereget és a francia csapatokhoz csatlakozott. 1915-ben elvégezte a pilótakiképzést ezután pedig néhány hónapig ottvolt pilóta. Nemsokára visszatért az orosz légierőbe és a 19. hadtest pilótájaként sorra győzte le a keleti-fronton harcoló ellenséges pilótákat. Első győzelmét 1917. január 10-én szerezte meg, mikor egy Albatros vadászgépet kényszerített a földre. 1918 közepén azonban ismét csatlakozott a francia légierőhöz és a Spa124 pilótájaként további nyolc légi győzelmet arat. Az utolsót 1918. október 30-án szerezte meg.

### Győzelmei
| Sorszám | Dátum                | Beosztási hely | Ellenséges repülő típusa | Ellenfél              |
| 1       | 1917. január 10.     | 19. hadtest    | Nieuport                 | Albatros C            |
| 2       | 1917. április 21.    | 19. hadtest    | Nieuport                 | Two-Seater            |
| 3       | 1917. május 6.       | 19. hadtest    | Nieuport                 | Hansa-Brandenburg C.I |
| 4       | 1917. május 17.      | 19. hadtest    | Nierpourt                | LVG.C                 |
| 5       | 1917. június 8.      | 19. hadtest    | Nieuport                 | Hansa-Brandenburg C.I |
| 6       | 1917. június 20.     | 19. hadtest    | Nieuport                 | Rumpler C.I           |
| 7       | 1918. június 1.      | Spa124         | SPAD 13                  | LVG.C                 |
| 8       | 1918. június 13.     | Spa124         | SPAD 13                  | Rumpler C             |
| 9       | 1918. június 14.     | Spa124         | SPAD 13                  | Two-Seater            |
| 10      | 1918. június 26.     | Spa124         | SPAD 13                  | Two-Seater            |
| 11      | 1918. szeptember 27. | Spa124         | SPAD 13                  | Fokker D.VII          |
| 12      | 1918. szeptember 28. | Spa124         | SPAD 13                  | Two-Seater            |
| 13      | 1918. szeptember 28. | Spa124         | SPAD 13                  | Two-Seater            |
| 14      | 1918. október 5.     | Spa124         | SPAD 13                  | Pfalz D               |
| 15      | 1918. október 30.    | Spa124         | SPAD 13                  | Two-Seater            |

### Háború utáni évei
1922. október 30-án hunyt el a csehországi Trutnov közelében.